# Слобідська селищна рада
Слобідська се́лищна ра́да — орган місцевого самоврядування Слобідської селищної громади у Подільському районі Одеської області, Україна. Утворена в 1938 році.

## Склад ради
Рада складається з 20 депутатів та голови.
- Голова ради: Веліжаніна Галина Миколаївна
- Секретар ради: Пан Тетяна Анатоліївна

### Керівний склад попередніх скликань
| Прізвище, ім'я, по батькові   | Основні відомості                                                | Дата обрання | Дата звільнення |
| ----------------------------- | ---------------------------------------------------------------- | ------------ | --------------- |
| Лопатюк Віталій Володимирович | Селищний голова, 1957 року народження, безпартійний              | 26.03.2006   | 17.03.2009      |
| Веліжаніна Галина Миколаївна  | Селищний голова, 1949 року народження, освіта вища, позапартійна | 02.08.2009   | 31.10.2010      |
| Веліжаніна Галина Миколаївна  | Селищний голова, 1949 року народження, освіта вища, позапартійна | 31.10.2010   |                 |

Примітка: таблиця складена за даними сайту Верховної Ради України

### Депутати
За результатами місцевих виборів 2010 року депутатами ради стали:

#### За суб'єктами висування
| Суб'єкт висування                                       | Кількість обраних депутатів | %  |
| ------------------------------------------------------- | --------------------------- | -- |
| Партія регіонів                                         | 7                           | 35 |
| Самовисування                                           | 7                           | 35 |
| Політична партія Всеукраїнське об'єднання «Батьківщина» | 4                           | 20 |
| Народна партія                                          | 2                           | 10 |

#### За округами
| № округу                                                | Прізвище, ім'я, по батькові     | Дата визнання обраним | Освіта             | Партійна приналежність                        | Відомості про обраного депутата                           |
| ------------------------------------------------------- | ------------------------------- | --------------------- | ------------------ | --------------------------------------------- | --------------------------------------------------------- |
| Народна Партія                                          |                                 |                       |                    |                                               |                                                           |
| 17                                                      | Валуєв Сергій Володимирович     | 05.11.2010            | вища               | позапартійний                                 | пенсіонер                                                 |
| 18                                                      | Кравченко Олена Вікторівна      | 05.11.2010            | середня спеціальна | член Народної партії                          | ТОВ «Ясні зорі», кухар                                    |
| Партія регіонів                                         |                                 |                       |                    |                                               |                                                           |
| 4                                                       | Гончарук Олена Володимирівна    | 05.11.2010            | середня            | член Партії регіонів                          | автостанція, касир                                        |
| 8                                                       | Гайдей Наталія Петрівна         | 05.11.2010            | вища               | член Партії регіонів                          | Слобідська загальноосвітня школа, вчитель                 |
| 9                                                       | Панчина Леонід Андрійович       | 05.11.2010            | вища               | позапартійний                                 | Залізнична амбулаторія, фельдшер                          |
| 10                                                      | Артьомова Галина Іванівна       | 05.11.2010            | вища               | член Партії регіонів                          | пенсіонер                                                 |
| 11                                                      | Дерев'янко Лариса Станіславівна | 05.11.2010            | середня спеціальна | член Партії регіонів                          | тимчасово не працює                                       |
| 13                                                      | Кеба Анатолій Іванович          | 05.11.2010            | вища               | позапартійний                                 | пенсіонер                                                 |
| 16                                                      | Чех Олександр Михайлович        | 05.11.2010            | вища               | член Партії регіонів                          | Слобідська загальноосвітня школа, вчитель                 |
| Політична партія Всеукраїнське об'єднання «Батьківщина» |                                 |                       |                    |                                               |                                                           |
| 1                                                       | Огир Микола Володимирович       | 05.11.2010            | вища               | позапартійний                                 | тимчасово не працює                                       |
| 6                                                       | Кривенченко Микола Васильович   | 05.11.2010            | середня спеціальна | позапартійний                                 | тягова підстанція Котовського ЕЧ, електромеханік          |
| 7                                                       | Лиховітер Галина Володимирівна  | 05.11.2010            | середня спеціальна | член Всеукраїнського об'єднання «Батьківщина» | аптека № 88, завідувачка                                  |
| 12                                                      | Валуєва Габріела Іванівна       | 05.11.2010            | вища               | позапартійна                                  | Слобідська селищна рада, головний бухгалтер               |
| Самовисування                                           |                                 |                       |                    |                                               |                                                           |
| 2                                                       | Пан Степан Андрійович           | 05.11.2010            | середня спеціальна | позапартійний                                 | Кодимський район електромереж, майстер розподільчих робіт |
| 3                                                       | Пан Тетяна Анатоліївна          | 05.11.2010            | середня спеціальна | позапартійна                                  | Слобідська селищна рада, секретар                         |
| 5                                                       | Ткач Микола Карпович            | 05.11.2010            | середня спеціальна | член Народної партії                          | тимчасово не працює                                       |
| 14                                                      | Корнійчук Петро Васильович      | 05.11.2010            | вища               | член Комуністичної партії України             | управління екології, інспектор                            |
| 15                                                      | Кузьмінчук Вячеслав Васильович  | 15.11.2010            | вища               | член Комуністичної партії України             | КП «Водоканал Слобідка», директор                         |
| 19                                                      | Вишнівський Микола Павлович     | 05.11.2010            | вища               | позапартійний                                 | пенсіонер                                                 |
| 20                                                      | Михайлов Віталій Вікторович     | 25.11.2013            | середня            | позапартійний                                 | ТОВ «Ясні зорі», тракторист                               |